# Zubří (kraj zliński)
Zubří − miasto w Czechach, w kraju zlinskim nad rzeką Dolną Beczwą. Według danych z 31 grudnia 2009 powierzchnia miasta wynosiła 2 839 ha, a liczba jego mieszkańców 5 536 osób.

## Demografia
| Rok             | 1970  | 1980  | 1991  | 2001  | 2003  |
| --------------- | ----- | ----- | ----- | ----- | ----- |
| Liczba ludności | 4 512 | 5 378 | 5 274 | 5 365 | 5 409 |

Źródło: Czeski Urząd Statystyczny

## Miasta partnerskie
- Furth an der Triesting
- Palárikovo
- Powaska Bystrzyca[2]
- Rosdorf[3]